# 1397
Năm 1397 là một năm trong lịch Julius.